# Pullenreuth
Pullenreuth település Németországban, azon belül Bajorországban. Lakosainak száma 1593 fő (2023. december 31.). Pullenreuth Waldershof és Erbendorf községekkel határos.

## Népesség
A település népessége az elmúlt években az alábbi módon változott:
| Lakosok száma | 453  | 553  | 1777 | 1983 | 1774 | 1748 | 1745 | 1710 | 1605 | 1593 |
|               | 1875 | 1950 | 1975 | 1987 | 2012 | 2014 | 2016 | 2017 | 2021 | 2023 |